# Иван-город (Северо-Казахстанская область)
Иван-город (Ивангород, каз. Иван-город) — село в Тайыншинском районе Северо-Казахстанской области Казахстана. Входит в состав Драгомировского сельского округа. Код КАТО — 596041200.
Вблизи села проходит автодорога А1 «Астана — Петропавловск».

## Население
В 1999 году численность населения села составляла 424 человека (201 мужчина и 223 женщины). По данным переписи 2009 года, в селе проживали 279 человек (137 мужчин и 142 женщины).